# Tambourine Dance by Annabelle
Tambourine Dance by Annabelle je americký němý film z roku 1896. Režisérem byl William Kennedy Dickson (1860–1935). Hlavní účinkující byla Annabelle Mooreová. Film natočila společnost American Mutoscope Company, založená režisérem stejného roku, pomocí mutoskopu, který začal konkurovat kinetoskopu společnosti Edison Studios.
Annabelle Mooreová předváděla své tance v mnoha krátkometrážních filmech. Poprvé v nich účinkovala v roce 1894.